# Borki, Tỉnh West Pomeranian
Borki [ˈbɔrki] (tiếng Đức: Neumannswalde)  là một ngôi làng thuộc khu hành chính của Gmina Drawno, thuộc hạt Choszczno, West Pomeranian Voivodeship, ở phía tây bắc Ba Lan. Nó nằm khoảng 2 kilômét (1 mi) phía tây Drawno, 23 km (14 mi) ở phía đông Choszczno và 79 km (49 mi) về phía đông của thủ đô khu vực Szczecin.